# 276-я трубопроводная бригада
276-я трубопроводная бригада (276-я тпбр) — военное формирование трубопроводных войск в составе Вооружённых сил СССР, в период Афганской войны (1979—1989).
Условное наименование — Войсковая часть пп 38021.
276-я бригада была создана для выполнения задач по строительству, ремонту и эксплуатации топливных трубопроводов вдоль главной автомобильной дороги, связывавшей города Кабул и Термез, в целях полноценного функционирования воинских частей 40-й Армии в период Афганской войны.

## История бригады

### Предпосылки для организации трубопроводного снабжения топливом 40-й Армии
Спустя три месяца после ввода советских войск в декабре 1979 года в Афганистан, оппозиция активизировала свою деятельность. Перед руководством ВС СССР встал вопрос налаживания инфраструктуры и материально-технической базы по более надёжному обеспечению ГСМ формирований 40-й армии.
Требовалось разворачивание полевых топливных хранилищ с резервом горючего, которое обеспечило бы автономность боевой деятельности войск (сил).
Управлением Тыла ВС СССР на территории ДРА были развёрнуты 30 полевых складов горючего общей вместимостью 93 тысяч кубометров. Последовательное наращивание резервуарных ёмкостей к 1984 году позволило содержать запасы горючего: по автомобильному бензину на 90 суток, по дизельному топливу и авиационному керосину на 60 суток. При этом суточный расход горючего колебался в диапазоне от 700 до 1500 тонн (автомобильного бензина 200—500 тонн, дизельного топлива 150—200 тонн, авиационного керосина 350—700 тонн).
На первичном этапе после ввода войск, подвоз горючего от перевалочных баз и их отделений осуществлялся автомобильным транспортом ТуркВО и 40-й армии, суммарная грузоподъёмность которого составляла 5000 тонн на направлении Термез — Кабул, 2400 тонн на направлении Кушка — Шинданд. В первую очередь горючим снабжались войска на восполнение расхода и только после этого — на пополнение запасов на армейских складах и их отделениях. Оборачиваемость колонн по времени была значительной: на один рейс затрачивалось от 4 до 10 суток и даже более.
Для обеспечения рейдовых действий воинских частей комплектовались специальные подразделения подвоза с необходимыми запасами горючего (на 1000 километров) на автомобилях повышенной проходимости.
Учитывая сложный горный рельеф на большей части территории Афганистана, в которой изобиловали высокогорные перевалы, сложные серпантинные участки, а также участки сложные для прохода колёсной техники, особенно в период снегопада и гололёда, в ряде случаев приходилось осуществлять доставку горючего войскам (силам) средствами военно-транспортной авиации. Также доставка горючего осуществлялась воздушным транспортом частям, действовавшим на изолированных направлениях, в отрыве от основных сил. Для подачи горючего использовались в основном самолёты Ан-12, Ан-22 и вертолёты Ми-6 и Ми-8. В среднем за год ими подавалось около 9000 тонн горючего и 300—350 тонн масел и смазок.
По мере совершенствования системы наземных транспортных коммуникаций объём подачи горючего воздушным транспортом значительно сократился и к 1986 году составил всего 2200 тонн.
Средняя масса разовой заправки всех транспортных средств, летательных аппаратов и боевой техники 40-й армии горючим составляла по автобензину 2700 тонн, по дизельному топливу 3000 тонн, по авиационному керосину 2200 тонн.
Общий расход горючего и смазочных материалов за время пребывания советских войск в Афганистане составил около 4 миллионов тонн. В сравнении — это составляет около 25 % от того количества ГСМ, которые были израсходованы в Великой Отечественной войне всеми Вооружёнными силами СССР.
Масштабы поставок ГСМ воинским частям 40-й армии, которые на момент ввода войск требовали ежедневного передвижения большого количества автомобильного транспорта через понтонные мосты на реке Амударья, которые были и без того перегружены (Мост Дружбы был построен только 12 мая 1982 года), вынудили Управление Тыла ВС СССР оперативно рассмотреть вопрос о переходе на организацию трубопроводного снабжения топливом через Государственную границу СССР.

### Первый этап организации трубопроводного снабжения
Первоначальной задачей поставленной Управлением Тыла ВС СССР стала прокладка трубопроводов через реку Амударья в Афганистан в районе г. Термез.
Прокладка трубопроводов предполагалась по двум направлениям: Для снабжения группировки войск (сил) 40-й армии на восточном направлении Термез — Хайратон и для снабжения группировки войск на западном направлении Кушка — Герат.
Для восточного направления был сформирован 95-й отдельный трубопроводный взвод. Взвод выполнил поставленную задачу и проложил три линии трубопровода от склада горючего в г. Термез до его отделения на территории Афганистана в речном порту н. п. Хайратон. Работы по наведению перехода трубопровода через Амударью были завершены к концу января 1980 года.
Развёртывание системы, включая линии трубопровода, завершилось 13 февраля 1980 года. После чего тыловые подразделения подвоза горючего стали получать его на отделении склада горючего в Хайратоне, не пересекая государственную границу СССР.
После этого последовало сооружение топливного трубопровода через реку Кушка на направлении Кушка — Герат. Здесь работала часть личного состава того же 95-го взвода, который выполнял задачу на участке Термез — Хайратон. Позднее для обслуживания этого участка трубопровода был сформирован 2062-й отдельный трубопроводный взвод.

### Второй этап и формирование 276-й трубопроводной бригады
Прокладка трубопровода через Амударью решали проблему снабжения только частично. На территории Афганистана доставка горючего выполнялась автомобильным транспортом. По маршруту Хайратон — Баграм автомобильные колонны подвоза ГСМ совершали рейсы за 3—4 суток в летнее время и 4—6 суток в зимнее. При этом только для преодоления участка Пули-Хумри — Баграм протяжённостью в 220 километров, где узким местом являлся перевал и тоннель Саланг, требовалось от 1,5 до 2 суток летом и 2—3 суток зимой.
Кроме фактора длительности доставки и высоких материальных затрат на доставку ГСМ автомобильным транспортом, спецподразделения автомобильного подвоза несли постоянные потери в технике и в людях из-за обстрелов автомобильных колонн афганскими душманами, что вынудило Управление тыла ВС СССР рассмотреть вопрос об организации трубопроводного снабжения топливом далее вглубь территории Афганистана.
В первую очередь рассматривался вопрос о продвижении полевого магистрального трубопровода (ПМТП) в направлении Кабула.
Для этой цели в ГСВГ, из состава 7-й трубопроводной бригады, дислоцированного в г. Фюрстенвальде, был выведен 14-й отдельный трубопроводный батальон.
20 мая 1980 года 14-й батальон (войсковая часть 38021) по понтонному мосту через Амударью был введён на территорию Афганистана под н. п. Хайратон, откуда и началась прокладка трубопровода для авиационного керосина на первом участке от 1565-го склада горючего ТуркВО в Хайратоне до 1386-го склада горючего 40-й армии южнее г. Пули-Хумри, которая была закончена к августу 1980 года. К 3 декабря 1981 года была развёрнута параллельно вторая линия трубопровода для подачи по ней дизельного топлива и автобензина на армейский склад в Пули-Хумри.
В мае 1982 года 14-й батальон проложил первую линию трубопровода Пули-Хумри — Баграм.
К августу 1982 года силами 14-го батальона была проложена вторая линия трубопровода на участке Пули-Хумри — Баграм.
В соответствии с директивой Генерального штаба № 314/8/0547 от 30 июля 1982 года — 28 августа 1982 года на базе 14-го батальона была развёрнута 276-я трубопроводная бригада с дислокацией управления в так называемой Килагайской долине близ города Пули-Хумри.
Организационно бригада состояла из управления и 3 отдельных трубопроводных батальонов с общей численностью личного состава в 898 человек.
В 1986 году в штате 276-й бригады дополнительно сформированы 3 эксплуатационные роты (по одной в каждый батальоне), в результате чего численность личного состава достигла 1038 человек. 1 января 1987 года в состав бригады был передан и 95-й отдельный трубопроводный взвод.
Общая протяжённость топливных трубопроводов на восточном направлении возведённых 95-м взводом, 14-м батальоном и 276-й бригадой к маю 1984 года составила 921 километр.

### Третий этап
На третьем этапе трубопроводного снабжения топливом воинских частей 40-й армии Управление тыла ВС СССР занялось вопросом продвижения трубопровода в западном направлении Кушка — Герат.
Осенью 1984 года в г. Смела Черкасской области Украинской ССР Киевского военном округа, был сформирован 1461-й отдельный трубопроводный батальон численностью 360 человек.
К 30 ноября 1984 года 1461-й батальон двумя воинскими эшелонами прибыл на станцию Кушка и сосредоточился в районе начального пункта трубопровода у н. п. Турагунди провинции Джаузджан. 1461-й батальон не вошёл в состав 276-й бригады, но для дополнительного обучения его личного состава к нему было временно откомандировано 30 специалистов из 276-й бригады — офицеров, прапорщиков и солдат. Они на практике передавали свои навыки личному составу батальона и помогли им быстрее адаптироваться к условиям Афганистана.
К январю 1985 года 1461-й батальон проложил линию трубопроводов от н. п. Турагунди до г. Шинданд, включая ответвления на аэродромы общей протяжённостью в 256 километров. С учётом трубопроводов через реку Кушка, возведённых в начале 1980 года 95-го взвода, общая протяжённость топливных трубопроводов на западном направлении составила 286 километров.

### Состав и дислокация 276-й бригады
Бригада была рассредоточена по трубопроводу, идущему вдоль автомобильной дороги Хайратон — Пули-Хумри — Баграм.
Участки дороги были поделены по зонам ответственности по отдельным трубопроводным батальонам. Эксплуатационные роты в отпб были разделены в организационно-штатном порядке повзводно на стационарно дислоцированные гарнизоны насосных станций (ГНС). На каждом ГНС устанавливались передвижные насосные установки, которые позволяли поддерживать необходимое для перекачки давление в трубопроводе.
В различные годы в состав каждой роты входило от 5 до 8 ГНС. Всего на ПМТП было создано к 1987 году 44 ГНС в составе 6 эксплуатационных рот. На каждом ГНС имелся патрульно-аварийный автомобиль с расчётом патрульно-аварийной команды (ПАК), в чью задачу входил экстренный выезд на место повреждения ПМТП и его восстановление. Кроме ГНС в штатах эксплуатационных рот, в чьей зоне ответственности, где деятельность вооружённых отрядов оппозиции отличалась высокой активностью, на насосные станции были приданы бронетранспортеры для сопровождения патрульно-аварийных команд.

#### Состав 276-й бригады
Состав 276-й бригады (войсковая часть 38021) на 1 января 1987 года с пунктами дислокации:
- Управление бригады. 161 человек по штату. Дислоцировалось в Килагайской долине близ г. Пули-Хумри провинции Баглан
  - Рота связи
  - Авторемонтный взвод
  - Комендантский взвод
- 95-й отдельный трубопроводный взвод. Дислоцирован в н. п. Хайратон провинции Балх
- 1-й отдельный трубопроводный батальон. 313 человек по штату. Штаб в 10 км севернее г. Айбак провинции Саманган
  - Рота связи
  - Автомобильный взвод
  - Пожарное отделение
  - две эксплуатационные роты
- 2-й отдельный трубопроводный батальон. 314 человек по штату. Штаб в г. Пули-Хумри провинции Баглан
- 3-й отдельный трубопроводный батальон. 242 человек по штату. Штаб в н. п. Доши провинции Баглан

Личный состав: офицеры — 111, прапорщики — 77, сержанты — 203, солдаты — 645. Всего 1036 человек (с заштатным составом).

#### Зоны ответственности
Зоны ответственности подразделений:
- 1-й батальон — от речного порта в н. п. Хайратон  до г. Айбак провинции Саманган.
- 2-й батальон — от г. Айбак до н. п. Дошах провинции Баглан.
- 3-й батальон — от н. п. Дошах (Dosakh) провинции Баглан до г. Баграм.

#### Вооружение и техническое оснащение
Вооружение: 
- БТР-60ПБ — 20 ед.,
- БРДМ-2 — 11 ед.,
- зенитные установки ЗУ-23, установленные на грузовые автомобили — 5 ед.

Техника: 
- Передвижная насосная установка для горючего ПНУ-100/200 — 185 ед.,
- Перекачивающая станция горючего на базе ЗИЛ-130  ПСГ-160 — 39 ед.,
- Передвижная компрессорная станция ЗИФ-55 — 17 ед.,
- Грузовые автомобили — 164 ед.

Всего автотракторной техники и бронетанковой техники — 456 единиц.

### Боевое охранение 276-й бригады
Для поддержки действий бригады боевое охранение обеспечивали подразделения от 4 мотострелковых полков от 201-й и 108-й мотострелковых дивизий.
Приказом Командующего 40-й армии № 026 от 1 февраля 1985 года были распределены зоны ответственности по участкам трубопровода и количество ежедневного выделяемой бронетехники, с последующими изменениями в протяжённости участков:
- 122-й полк 201-й дивизии — 152 км (190 км) — 28 ед. БТР;
- 395-й полк 201-й дивизии — 140 км (125 км) — 24 ед. БТР;
- 177-й полк 108-й дивизии — 122 км (126 км) — 30 ед. БТР;
- 682-й полк 108-й дивизии — 26 км (16 км) — 4 ед. БТР.

Итого выделенной для боевого охранения 276-й бригады бронетехнки: 86 БТР.

### Потери
В Афганистане 276-я трубопроводная бригада провела 6 лет 5 месяцев 8 дней.
Безвозвратные людские потери за это время составили:
- Управление бригады — 4 человека,
- 1-й батальон — 19 человек,
- 2-й батальон — 25 человек,
- 3-й батальон — 42 человека.

Итого потерь по 276-й бригаде — 90 человек.
В 14-й отдельном трубопроводном батальоне до переформирования в 276-ю бригаду погибло 24 человека.
Итого общие людские потери личного состава 14-го батальона и 276-й бригады — 114 человек.

### Вывод и расформирование бригады
С 12 декабря 1988 года подразделения 276-й бригады начинал планомерную передачу пунктов дислокации ГНС со штатной техникой под управление сформированного в составе правительственной армии ДРА 240-го трубопроводного полка.
В период с 19 января по 25 января 1989 года закончилась практическая передача ПМТП 240-му полку ВС ДРА.
С 23 января по 25 января часть личного состава 276-й бригады убыла в СССР воздушным транспортом.
9 февраля 1989 года оставшийся личный состав бригады в количестве 912 человек на 56 единицах техники пересёк государственную границу СССР. По выводу бригада была расформирована.
На этом боевая деятельность 276-й бригады в Афганистане завершилась.
Всего через ряды 276-й трубопроводной бригады за период эксплуатации трубопровода в Афганистане на апрель 1988 года прошли службу 636 офицеров, 470 прапорщиков, 773 сержантов, 3932 солдат. Всего 5811 человек.

## Награды
За выполнение боевых задач на территории ДРА, военнослужащие 276-й тпбр были награждены следующими орденами и медалями:
- Орден Красного Знамени — 2 человека,
- Орден Красной Звезды — 259 человек,
- Орден «За службу Родине в Вооружённых Силах СССР» — 55 человек,
- Медаль «За отвагу» — 320 человек,
- Медаль «За боевые заслуги» — 497 человек,
- Медаль «За отличие в воинской службе» — 429 человек.

## Командиры 276-й бригады
Список командиров 276-й бригады:
- Мемех Владимир Ильич — 1982—1983;
- Бойко Владимир Владимирович — 1983—1985;
- Каграманьян Борис Рубенович — 1985—1987;
- Коваленко Сергей Николаевич — 1987—1989.